# John Mannion
John W. Mannion (Syracuse, 8 luglio 1968) è un politico statunitense, membro della Camera dei Rappresentanti per lo stato di New York dal 2025.

## Biografia
Nato a Syracuse in una famiglia di origini irlandesi, Mannion studiò biologia alla Binghamton University e successivamente conseguì un Master of Science presso la State University of New York at Oswego. Dopo gli studi, lavorò per ventun anni come insegnante di biologia nel West Genesee Central School District.
Nel 2018, entrato in politica con il Partito Democratico, Mannion si candidò per un seggio al Senato dello Stato di New York, venendo sconfitto dal repubblicano in carica Bob Antonacci per poco più di duemila voti. Nel 2020, si candidò nuovamente per la stessa carica e questa volta riuscì a prevalere con il 52,57% dei voti. Divenne così il primo democratico a detenere il seggio in più di cinquant'anni.
Nel 2022, chiese agli elettori un secondo mandato, affrontando una campagna elettorale molto combattuta. La notte delle elezioni, la sua avversaria repubblicana Rebecca Shiroff era in vantaggio di 396 voti prima che venissero contati i voti per corrispondenza. Mannion venne dichiarato vincitore in seguito ad un riconteggio, che gli assegnò un margine di appena dieci voti sulla contendente.
Durante il suo mandato, fu presidente della commissione per la disabilità e si occupò di legislazioni a favore dei cittadini invalidi.
Nel 2023, Mannion annunciò la propria candidatura per la Camera dei Rappresentanti nelle elezioni parlamentari dell'anno seguente. A giugno del 2024, in piena campagna elettorale, venne accusato da tre dei suoi ex dipendenti di aver creato un ambiente di lavoro ostile; dopo un'indagine statale, venne scagionato da ogni accusa.
Si aggiudicò le primarie democratiche contro Sarah Klee Hood, divenendo così l'avversario ufficiale del deputato repubblicano in carica Brandon Williams, identificato dagli analisti come uno dei più vulnerabili di quella tornata elettorale. Al termine della sfida, Mannion riuscì a sconfiggere Williams con il 54,5% dei voti, divenendo così deputato.